# Bryony Botha
Bryony Botha (* 4. November 1997 in North Shore City) ist eine neuseeländische Radsportlerin, die auf Bahn und Straße aktiv ist. Auf der Bahn ist sie Spezialistin für die Mannschaftsverfolgung.

## Sportliche Laufbahn
Im Alter von zwölf Jahren besuchte Bryony Botha mit ihrer Familie die Stätten der Olympischen Spiele 2004 in Athen. Sie war fasziniert und stellte sich vor, sie würde eines Tages auf der Leichtathletikbahn laufen. „Wir haben damals nicht geahnt, dass es sich schließlich um eine andere Art Bahn handeln würde“, berichtete sie später. Zunächst betrieb sie Triathlon, allerdings waren ihre Leistungen im Schwimmen und Laufen nicht ausreichend, so dass sie sich schließlich auf Radsport konzentrierte. Trainiert wurde sie von ihrem Vater. Als ausgewiesene „Teamplayerin“ entwickelte sie eine besondere Vorliebe für die Mannschaftsverfolgung.
2014 errang Botha bei den Junioren-Bahnweltmeisterschaften im südkoreanischen Gwangmyeong Bronze in der Mannschaftsverfolgung. Im Jahr darauf wurde sie gemeinsam mit Michaela Drummond, Madeleine Park und Holly White Junioren-Weltmeisterin in dieser Disziplin.
Mit Bryona Botha in seinen Reihen holte der neuseeländische Frauen-Vierer mehrere Medaillen bei internationalen Wettkämpfen, so etwa zwei Mal Gold bei Läufen des Bahnrad-Weltcups. 2018 holte der Vierer mit Botha bei den Commonwealth Games ebenfalls Silber. Bei den Olympischen Spielen in Tokio belegt der neuseeländische Vierer der Frauen mit Botha Rang acht in der Mannschaftsverfolgung.
Im Jahr 2022 verzeichnete Botha einige gewichtige Erfolge: Sie wurde Ozeanienmeisterin in der Einerverfolgung, mit Prudence Fowler, Ally Wollaston und Ella Wyllie in der Mannschaftsverfolgung sowie mit Wollaston im Zweier-Mannschaftsfahren. Bei den Commonwealth Games errang sie Gold in der Einerverfolgung sowie Silber mit Ellesse Andrews, Michaela Drummond und Emily Shearman in der Mannschaftsverfolgung. In der Einerverfolgung wurde sie Vize-Weltmeisterin, und sie gewann zudem fünf nationale Titel. 2023 gewann sie zwei Ozeanien-Titel. Bei den Olympischen Spielen 2024 in Paris gewann sie mit dem neuseeländischen Team die Silbermedaille in der Mannschaftsverfolgung, zudem war sie im Gespann mit Emily Shearman Achte im Madison. Bei den Ozeanien-Meisterschaften 2025 stellte sie einen Weltrekord im 1000-Meter-Zeitfahren auf.

## Erfolge

### Bahn
2014
- Junioren-Weltmeisterschaft – Mannschaftsverfolgung (mit Holly Edmondston, Holly White und Nina Wollaston)
- Neuseeländische Junioren-Meisterin – Omnium, Einerverfolgung

2015
- Junioren-Weltmeisterin – Mannschaftsverfolgung (mit Michaela Drummond, Madeleine Park und Holly White)
- Neuseeländische Junioren-Meisterin – Omnium, Einerverfolgung

2016
- Neuseeländische Meisterin – Mannschaftsverfolgung (mit Madison Farrant, Philippa Sutton und Racquel Sheath)

2017
- Weltcup in Santiago de Chile – Mannschaftsverfolgung (mit Racquel Sheath, Rushlee Buchanan und Kirstie James)
- Ozeanienmeisterschaft – Mannschaftsverfolgung (mit Kirstie James, Alysha Keith und Nina Wollaston)
- Neuseeländische Meisterin – Mannschaftsverfolgung (mit Racquel Sheath, Rushlee Buchanan und Jaime Nielsen)

2018
- Commonwealth Games – Mannschaftsverfolgung (mit Kirstie James, Racquel Sheath und Rushlee Buchanan)
- Ozeanienmeisterin – Scratch, Mannschaftsverfolgung (mit Rushlee Buchanan, Racquel Sheath, Michaela Drummond und Kirstie James)
- Ozeanienmeisterschaft – Einerverfolgung

2019
- Weltcup in Cambridge – Mannschaftsverfolgung (mit Racquel Sheath, Rushlee Buchanan und Kirstie James)
- Neuseeländische Meisterin – Mannschaftsverfolgung (mit Racquel Sheath, Rushlee Buchanan und Jessie Hodges)
- Weltcup in Cambridge – Mannschaftsverfolgung (mit Kirstie James, Rushlee Buchanan und Holly Edmondston)
- Weltmeisterschaften – Mannschaftsverfolgung (mit Michaela Drummond, Holly Edmondston, Kirstie James und Rushlee Buchanan)

2021
- Neuseeländische Meisterin – Einerverfolgung

2022
- Ozeanien-Meisterin – Einerverfolgung, Mannschaftsverfolgung (mit Prudence Fowler, Ally Wollaston und Ella Wyllie), Zweier-Mannschaftsfahren (mit Ally Wollaston)
- Ozeanien-Meisterschaften – Omnium, Punktefahren
- Neuseeländische Meisterin – Einerverfolgung, Scratch, Ausscheidungsfahren, Einerverfolgung, Mannschaftsverfolgung (mit Prudence Fowler, Nicole Murray und Seána Littbarski-Gray)
- Commonwealth Games – Einerverfolgung
- Commonwealth Games – Mannschaftsverfolgung (mit Ellesse Andrews, Michaela Drummond und Emily Shearman)
- Weltmeisterschaft – Einerverfolgung
- Neuseeländische Meisterin 2023 – Madison (mit Michaela Drummond)

2023
- Weltmeisterschaft – Mannschaftsverfolgung (mit Ally Wollaston, Emily Shearman und Michaela Drummond)
- Weltmeisterschaft – Einerverfolgung
- Ozeanienmeisterin – Einerverfolgung, Zweier-Mannschaftsfahren (mit Jessie Hodges)
- Ozeanienmeisterschaft – Ausscheidungsfahren
- Nations Cup in Jakarta – Mannschaftsverfolgung (mit Michaela Drummond, Ally Wollaston und Emily Shearman)

2024
- Ozeanienmeisterin – Einerverfolgung, Madison (mit Michaela Drummond), Mannschaftsverfolgung (mit Michaela Drummond, Emily Shearman, Ally Wollaston und Nicole Shields)
- Ozeanienmeisterschaften – Ausscheidungsfahren, Omnium
- Neuseeländische Meisterin – Ausscheidungsfahren, Einerverfolgung, Madison (mit Emily Shearman)
- Nations Cup in Adelaide – Mannschaftsverfolgung (mit Samantha Donnelly, Ally Wollaston, Emily Shearman und Michaela Drummond)
- Nations Cup in Hongkong – Mannschaftsverfolgung (mit Samantha Donnelly, Nicole Shields und Emily Shearman)
- Weltmeisterschaft – Einerverfolgung
- Olympische Spiele – Mannschaftsverfolgung (mit Emily Shearman, Nicole Shields und Ally Wollaston)

2025
- Ozeanienmeisterin – Einerverfolgung, Madison (mit Samantha Donnelly), Mannschaftsverfolgung (mit Emily Shearman, Samantha Donnelly, Prudence Fowler und Rylee McMullen)
- Ozeanienmeisterschaften – Omnium, Punktefahren, Ausscheidungsfahren